# Chalybion japonicum
Chalybion japonicum är en biart som först beskrevs av Giovanni Gribodo 1883.
Chalybion japonicum ingår i släktet Chalybion och familjen grävsteklar. Inga underarter finns listade i Catalogue of Life.